# Moinho de vento da Canada do Alferes Pereira

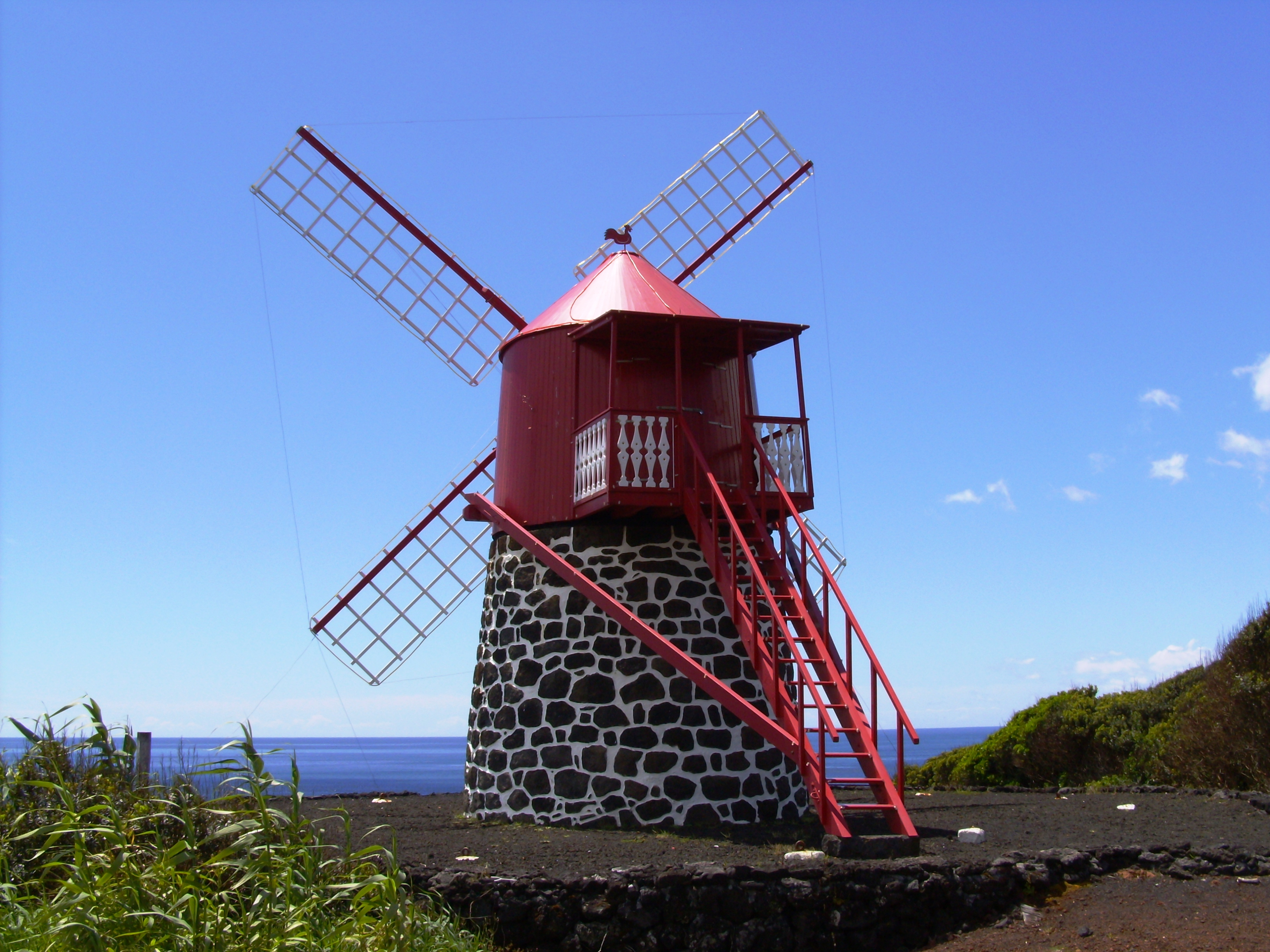
Moinho de São João, Pico.

O Moinho de vento da Canada do Alferes Pereira, também referido como Moinho de São João e Moinho do Mistério de São João, localiza-se na freguesia de São João, no concelho de Lajes do Pico, na ilha do Pico, nos Açores.
Trata-se de um exemplar de moinho de vento giratório, erguido no século XX, constituindo-se num dos "ex libris" da ilha.
Encontra-se em bom estado de conservação, e mantém, em seu interior, todo o mecanismo.
Encontra-se classificado como Imóvel de Interesse Público.

## Características
Moinho de vento giratório, assente num embasamento troncocónico em alvenaria de pedra, com juntas consolidadas a argamassa e caiadas.
O corpo giratório, de madeira, é acedido por uma escada no mesmo material, que gira em conjunto servindo de leme. Possui cobertura cónica e hélice de quatro pás.